# Cmentarz żydowski w Kurozwękach
Cmentarz żydowski w Kurozwękach – kirkut społeczności żydowskiej niegdyś zamieszkującej Kurozwęki. Nie wiadomo dokładnie kiedy powstał. Znajduje się w południowo-zachodniej części miejscowości. Został zniszczony podczas II wojny światowej. Obecnie brak jakiegokolwiek śladu po cmentarzu.